# Cristeryssamena alterna
Cristeryssamena alterna är en skalbaggsart som först beskrevs av Holzschuh 2003.  Cristeryssamena alterna ingår i släktet Cristeryssamena och familjen långhorningar.
Artens utbredningsområde är Nepal. Inga underarter finns listade i Catalogue of Life.